# Vesuvio Films

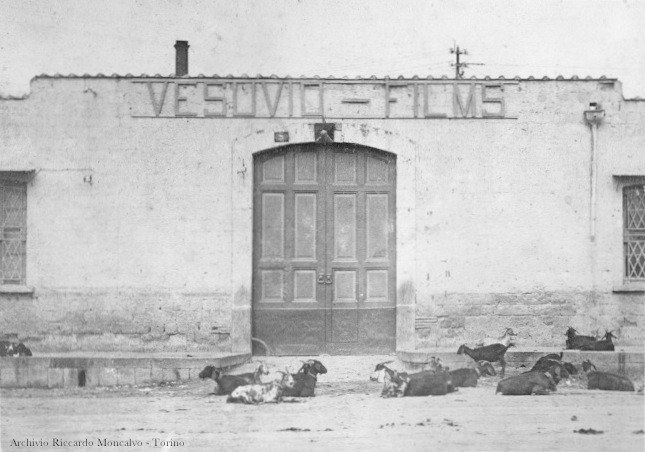
Établissements Vesuvio Films à Poggioreale (1912)

Vesuvio Films est une maison cinématographique italienne fondée à  Naples, active de 1909 à 1914 durant la période du muet. 

## Histoire
Fondée par Augusto Turchi en 1909, Vesuvio Films est l'une des premières compagnies de productions cinématographiques fondée à Naples. Le siège social et l'usine étaient situées via Purgatorio dans la zone de Poggioreale.
La direction artistique de la société a été confiée au musicien Romolo Bacchini, qui a réalisé de nombreux films. Une autre personnalité importante de la maison est le réalisateur Gennaro Righelli, qui y réalisa entre 1911 et 1913 les premiers films de sa carrière.
En 1912, elle fut reprise par Ferdinando Bietenholz de Turin, l'ancien agent commercial de la compagnie, qui en reprit également la direction artistique.
Active jusqu'en 1914, Vesuvio Films a produit une cinquantaine de films en grande partie consacrés à des documentaires dont La vita negli abissi del mare co-produite avec Ambrosio Film de Turin). 

## Filmographie partielle
- 1909 : Conrad de Souabe (Corradino di Svevia) de Romolo Bacchini
- 1911 : L'eroica fanciulla di Derna de Gennaro Righelli
- 1911 : La portatrice di pane (it) de Romolo Bacchini
- 1911 : Norma de Gerolamo Lo Savio
- 1912 : Il Decamerone de Gennaro Righelli
- 1912 : Una lotta nelle tenebre de Gennaro Righelli
- 1913 : Hussein il pirata de  Gennaro Righelli
- 1913 : Il capriccio di un principe de Gennaro Righelli